# Horts de Rius
Els Horts de Rius són uns antics horts, ara abandonats, del municipi de Castell de Mur, al Pallars Jussà, a l'antic terme de Mur, en terres del poble de Vilamolat de Mur.
Estan situats a la mateixa llera del barranc de Rius, al nord-est del Carant de les Bruixes, al nord de la Vinya de Rius i al nord-oest de les Borrelles de Deçà. Tot, al sud-est de Vilamolat de Mur.